# Hôtel de ville des Lilas
« Mairie des Lilas » redirige ici. Pour la station de métro, voir Mairie des Lilas (métro de Paris).
L'hôtel de ville de Les Lilas est le principal bâtiment administratif de cette commune de la Seine-Saint-Denis. Il est situé au no 96 de la rue de Paris.

## Historique

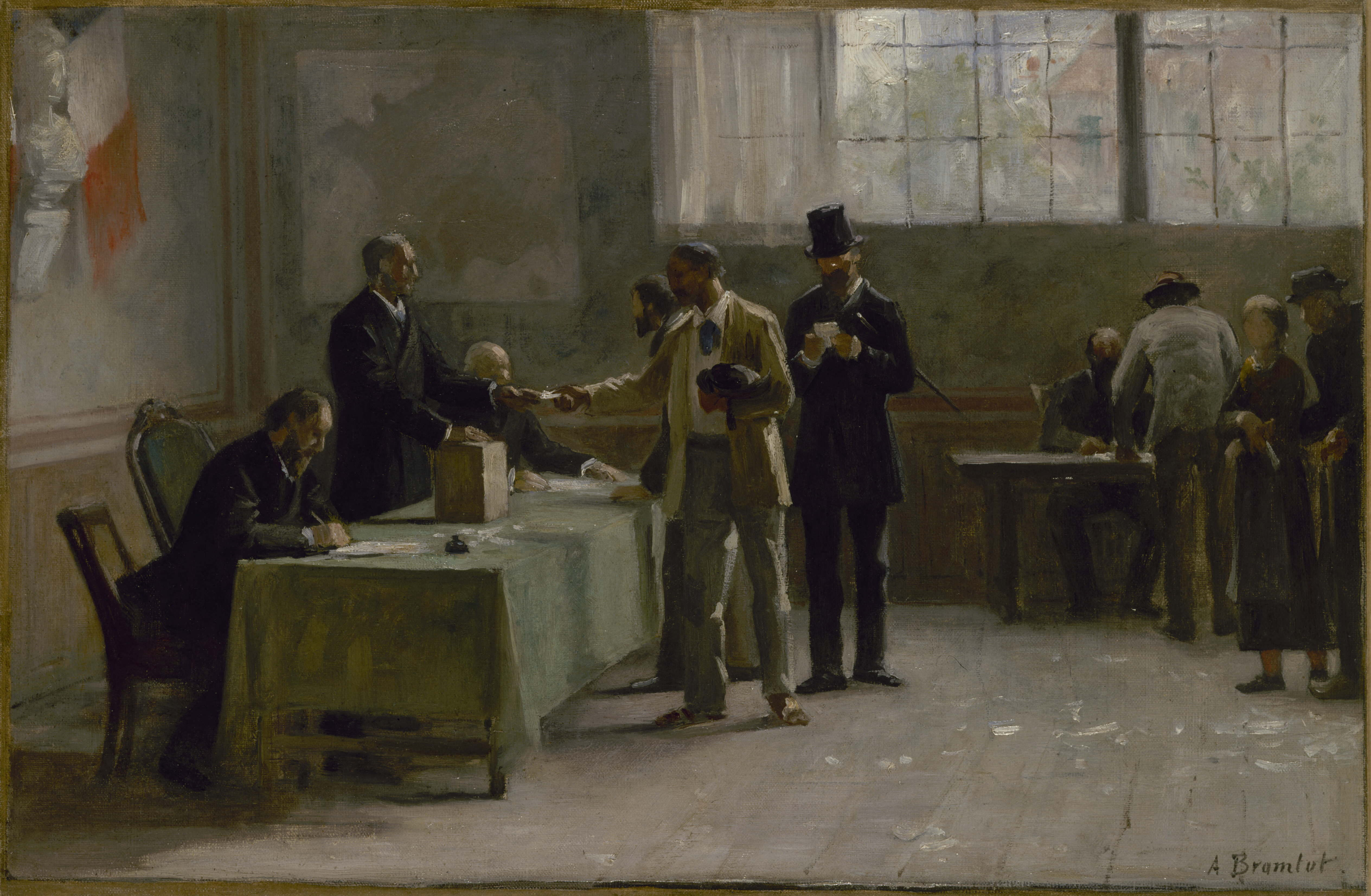
Alfred-Henri Bramtot - Esquisse pour la mairie des Lilas, Le suffrage universel - PPP4597 - Musée des Beaux-Arts de la ville de Paris.

Lors de la création de la commune, la maire se trouva provisoirement installée au no 45 de la rue de Paris, puis au no 100.
Le terrain sur lequel l'édifice est construit fut acquis en 1880.
La construction se déroula de 1883 à 1884.

## Description
Entièrement construit en pierre de taille, ce bâtiment de deux étages est accessible par un escalier extérieur qui mène à trois portails voûtés. Une tourelle de toit s'élève au-dessus de l'axe central et est couronnée par une lanterne élancée. Au-dessous se trouve une horloge sous un pignon triangulaire.